# Football League (Griechenland)
Die Football League (voller Name: Football League, deutsch: Fußball-Liga) war von 2019 bis 2021 die dritthöchste Spielklasse im griechischen Fußball. Von 2010 bis 2019 war sie die zweithöchste Spielklasse.

## Geschichte
Die Anzahl der in der Football League vertretenen Mannschaften variierte häufiger. Anfangs traten 64 Mannschaften in vier Gruppen gegeneinander an und die Gruppensieger spielten untereinander die Aufsteiger aus. Im Laufe der Jahre verringerte sich die Gruppenanzahl auf drei bzw. zwei. Seit 1983 gibt es nur noch eine Liga. Die Anzahl der Mannschaften variierte in den Jahren: von 1983 bis 1987 waren es 20, von 1987 bis 2000 und von 2006 bis 2012 waren es 18, 2000/01 und von 2002 bis 2006 waren 16 und in der Saison 2001/02 sogar nur 14. Zur Saison 2012/13 wurde die Liga auf 21 Mannschaften aufgestockt.
Die Liga 2013/14 wurde zweigleisig (Nord und Süd) mit je 14 Mannschaften gespielt, ein Jahr später zu je 13 Teams. Nach Ende der regulären Saison spielen die drei Tabellenersten jeder Gruppe in einer Playoffrunde die zwei Aufstiegsplätze aus. Von jeder Gruppe steigen drei Teams direkt ab.
Da 2015/16 die Football League wieder eingleisig mit 20 Teams ausgetragen wird, stiegen nach einer Play-down-Runde zwischen zwölf Teams (5. – 10. von Nord und Süd) weitere sechs Teams ab.
Ab 2019 ersetzte die Football League die Gamma Ethniki als dritte Liga. Sie war der Super League 2 untergeordnet. Sie wurde 2021 wieder abgeschafft, wobei die meisten Vereine in die Super League 2 aufgenommen wurden.

## Modus
Die 20 Mannschaften spielten in zwei geografisch aufgeteilte Gruppen zu je 10 Teams. Jede Mannschaft musste in einem Heim- und einem Auswärtsspiel gegen jede andere Mannschaft antreten. Die Erst- und Zweitplatzierten beider Gruppen stiegen in die Super League 2 auf, die jeweils zwei Tabellenletzten stiegen in die Gamma Ethniki ab.